# Bečva
Die Bečva (deutsch Betschwa, auch Betsch, Beczwa) ist ein linker Zufluss der March in Tschechien.
Sie entsteht in Valašské Meziříčí durch den Zusammenfluss der Vsetínská Bečva (Obere Betschwa) und Rožnovská Bečva (Untere Betschwa).

## Lauf
An ihrem Lauf nach Nordwesten befinden sich die Orte Lhotka nad Bečvou, Choryně, Hustopeče nad Bečvou, Milotice nad Bečvou, Černotín, Teplice nad Bečvou, Hranice na Moravě, Zadní Familie, Přední Familie, Týn nad Bečvou, Lipník nad Bečvou, Osek nad Bečvou, Oldřichov na Moravě, Prosenice, Radslavice u Přerova und Přerov. Nach 61,5 km mündet die Bečva bei Troubky in die March.
Bei Hranice durchfließt die Bečva den Weißkirchener Karst. Am rechten Flussufer liegt das Naturschutzgebiet Hůrka u Hranic mit dem 289,5 m tiefen Weißkirchener Abgrund.
Wenig vor der Mündung zweigt am Bečva-Wehr in Troubky die Malá Bečva nach links ab. Dieser Flussarm folgt linksseitig der March und mündet in die unterste Moštěnka.

## Geschichte
Die erste schriftliche Erwähnung des Flusses und seiner beiden Quellflüsse erfolgte während der großen Kolonisation im Jahre 1215 unter dem Namen Betsch bzw. Beyx.

## Zuflüsse
- Juhyně (l) bei Choryně
- Mřenka (r), bei Hustopeče nad Bečvou
- Ludina und Velička (r) in Hranice
- Splavná (r), unterhalb von Hranice
- Drahotušský potok (r) bei Rýbaře
- Zabník (r), oberhalb von Zadní Familie
- Jezernice (r), bei Přední Familie

## Galerie

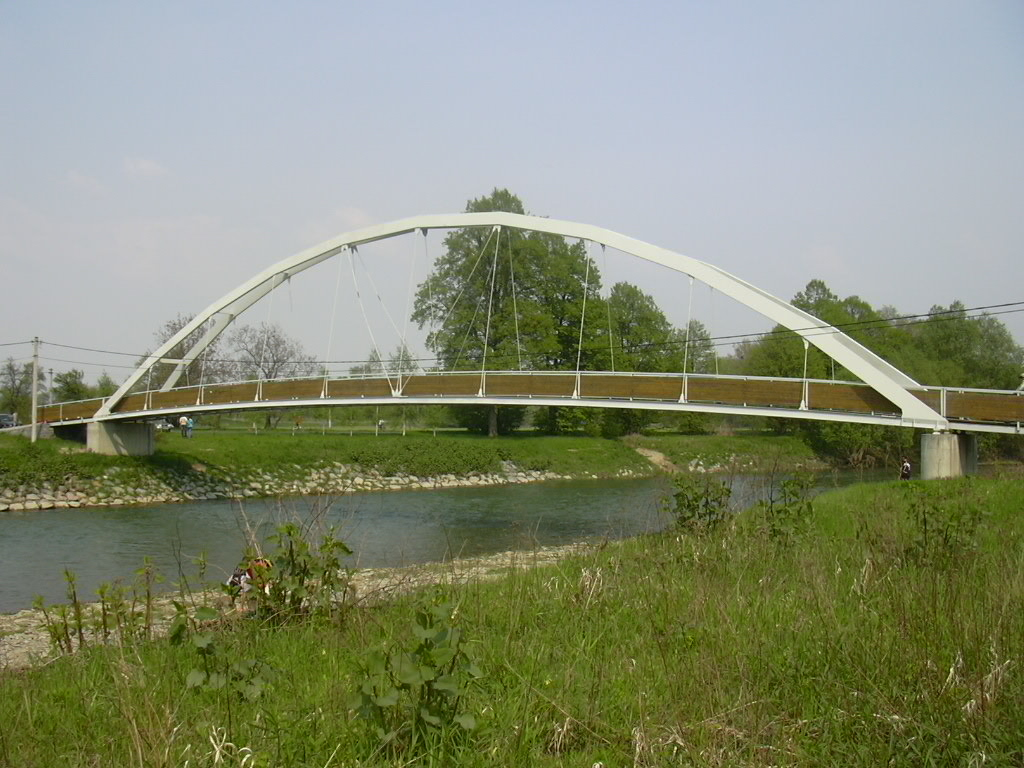
Bečva-Brücke bei Rybáře
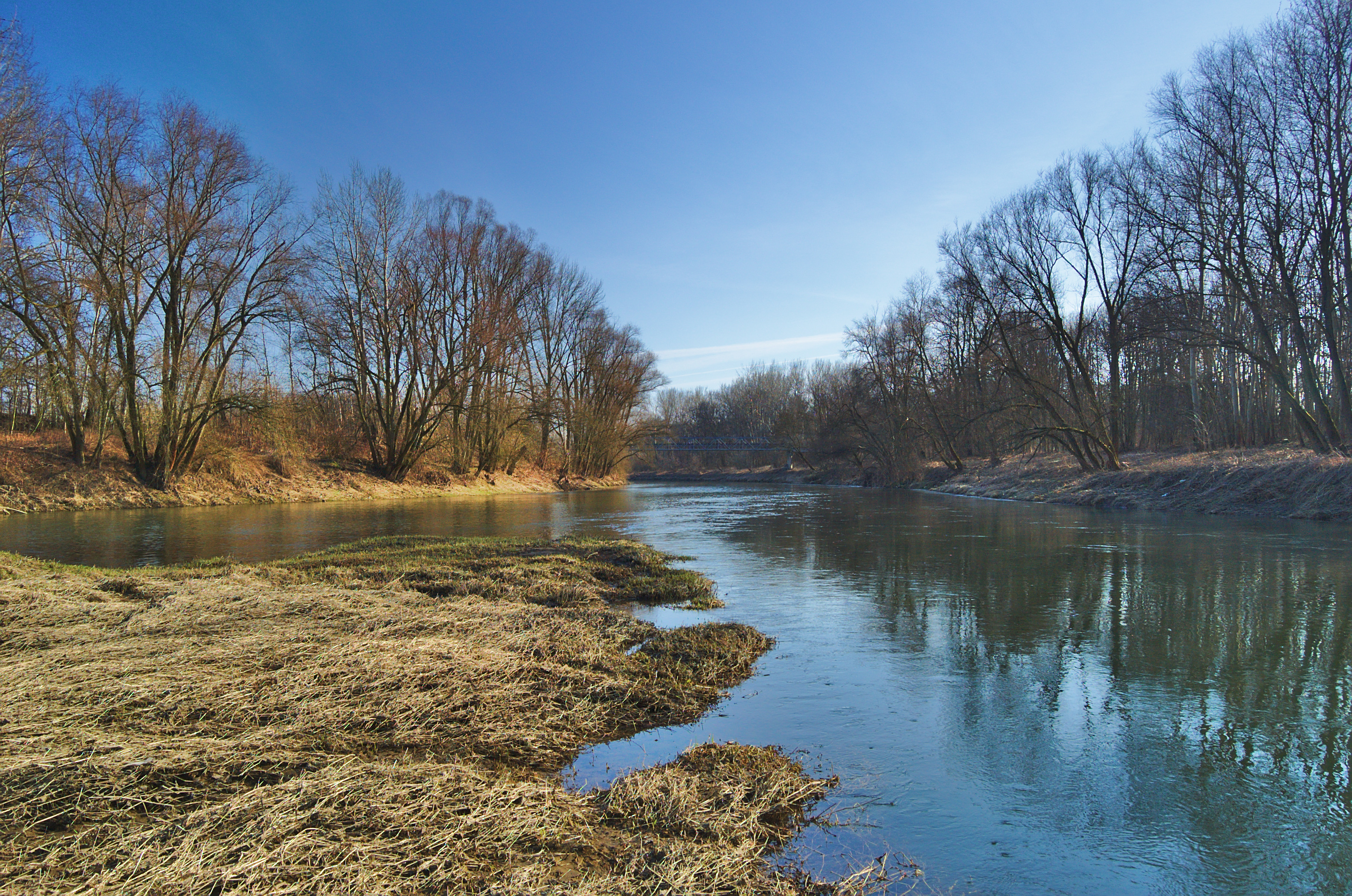
Zusammenfluss mit der March
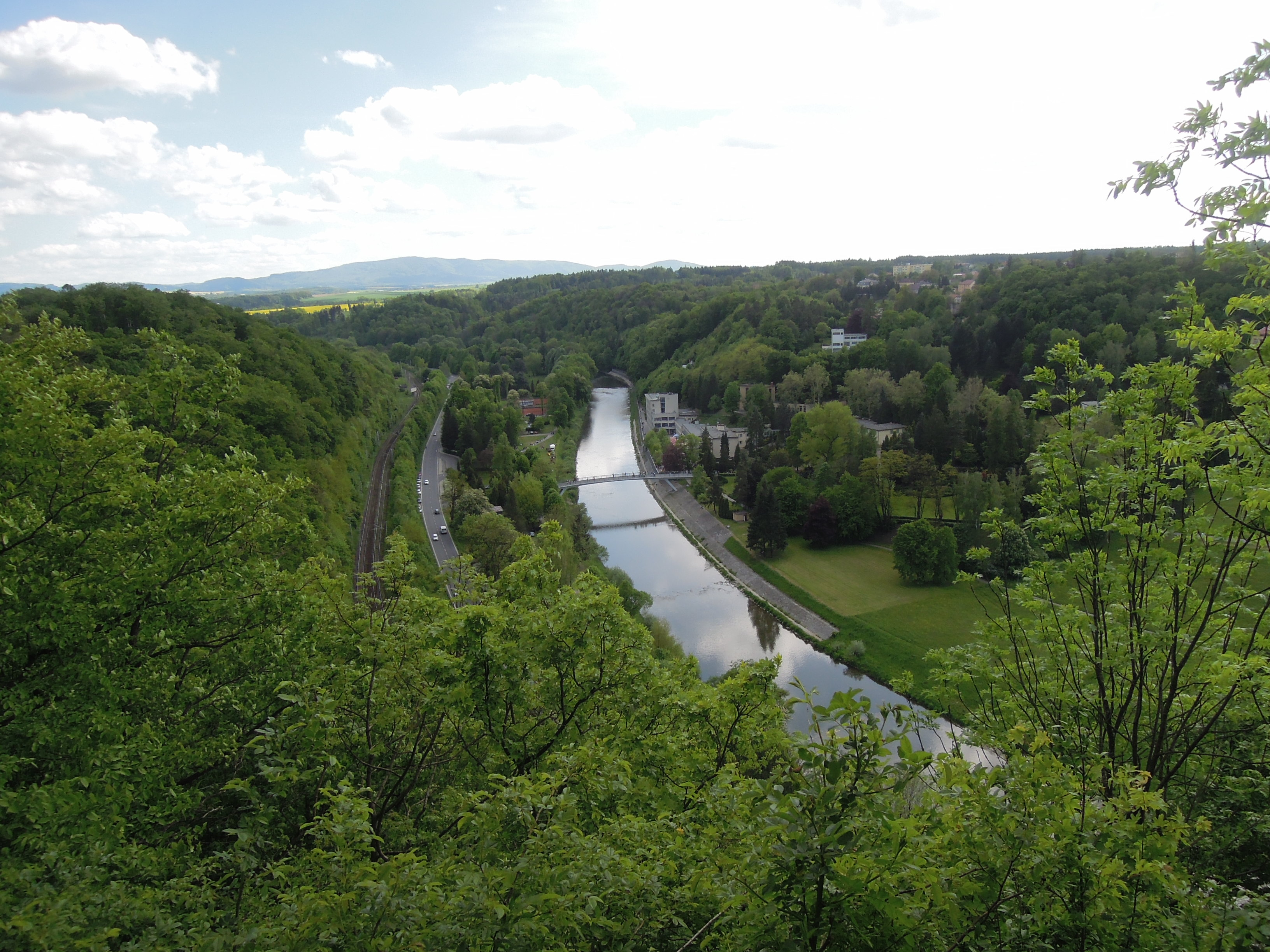
Hůrka u Hranic
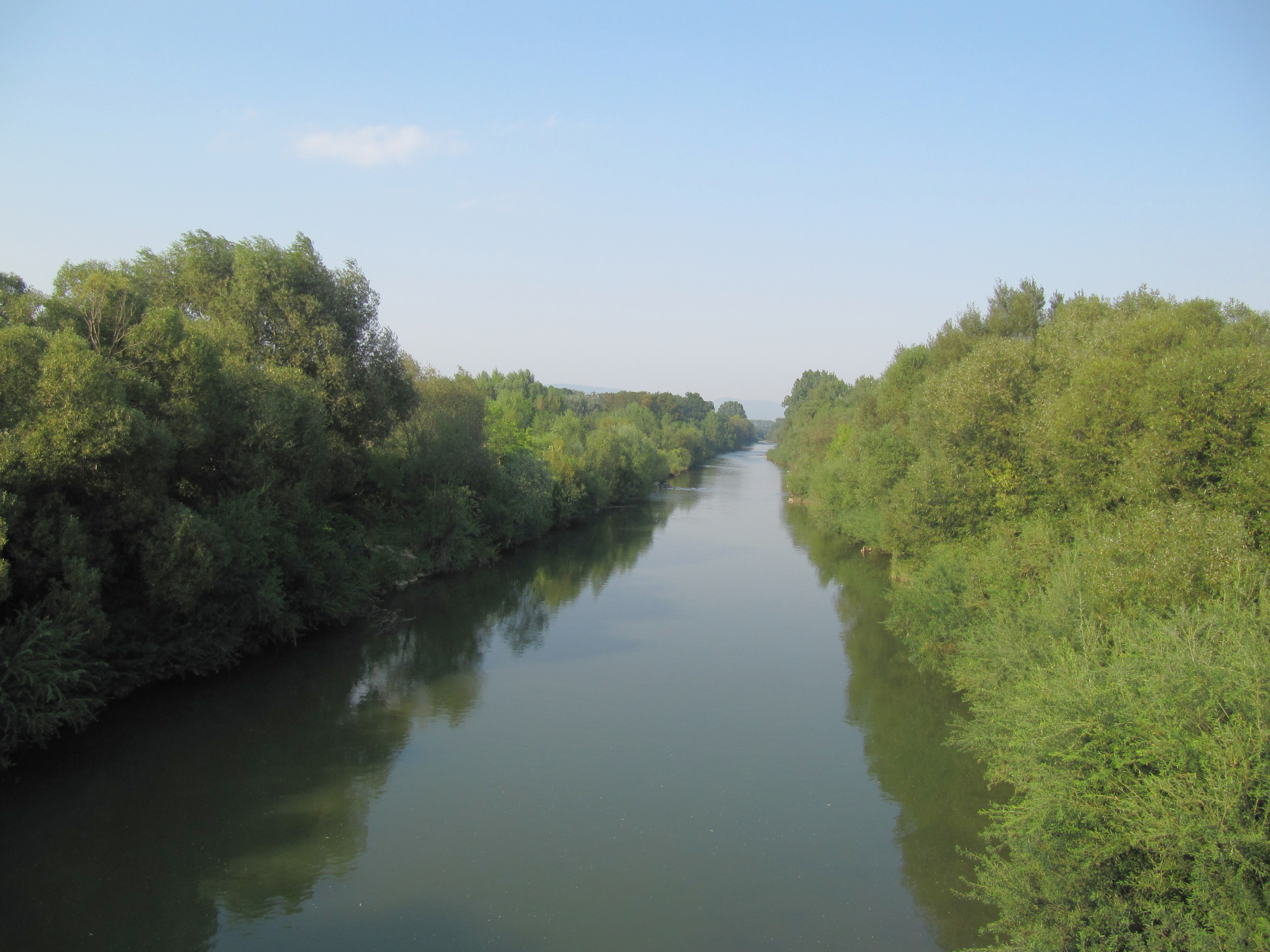
Bei Grymov
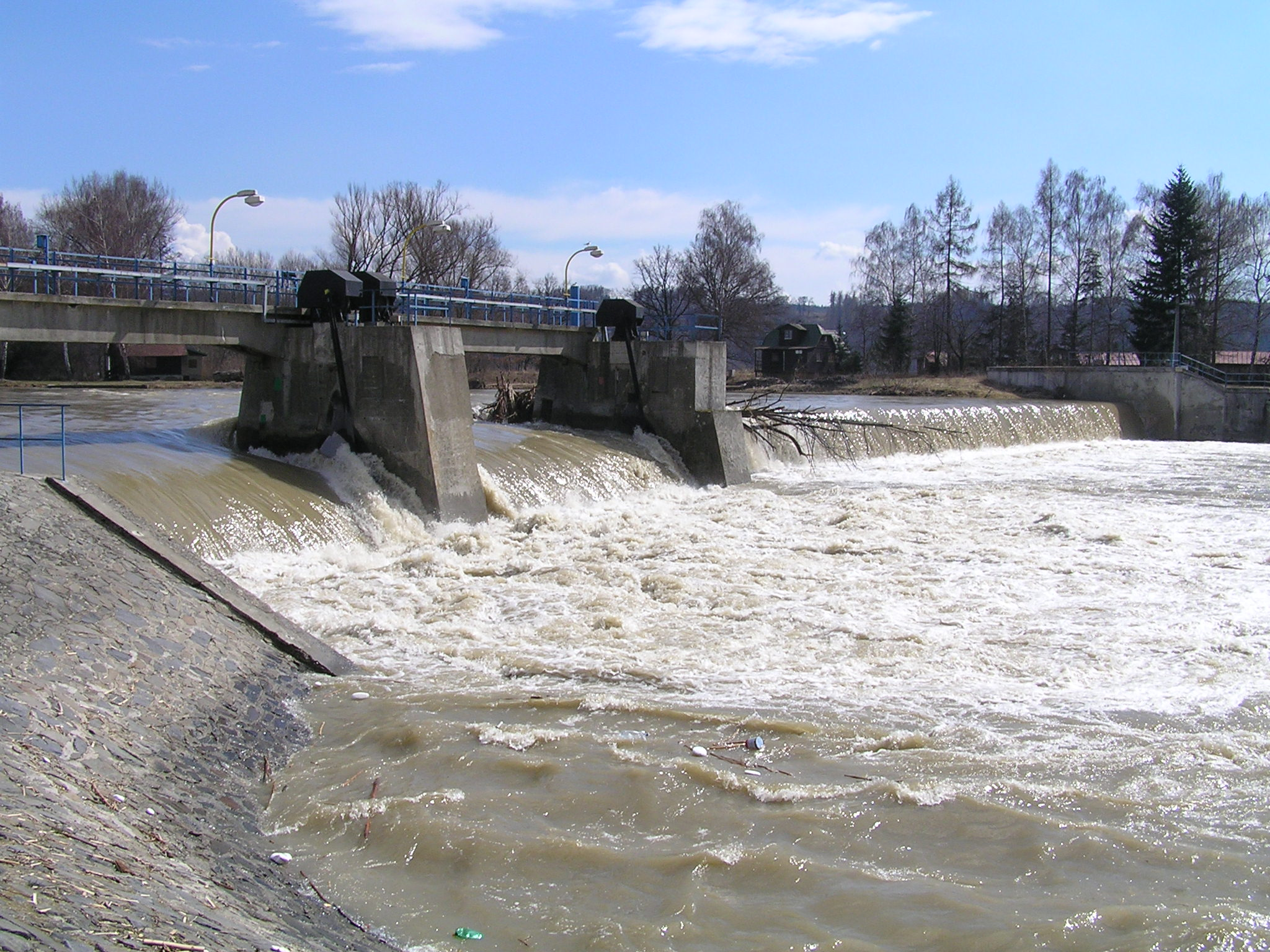
Damm in Osek nad Bečvou